# State of Georgia
State of Georgia (2011) – amerykański serial komediowy stworzony przez Jeffa Greensteina i Jennifer Weiner. Wyprodukowany przez ABC Studios.
Światowa premiera serialu miała miejsce 29 czerwca 2011 roku na antenie ABC Family i był emitowany do 17 sierpnia 2011 roku. 16 września 2011 roku serial został anulowany z powodu niskiej oglądalności.

## Opis fabuły
Serial opowiada o dziewczynie zwanej Georgia Chamberlain (Raven-Symoné) oraz jej przyjaciółce Jo (Majandra Delfino), które starają się zrobić karierę w Nowym Jorku.

## Obsada

### Główni
- Raven-Symoné jako Georgia Chamberlain
- Majandra Delfino jako Josephina "Jo" Pye
- Loretta Devine jako Honey Dupree[4][5]

### Pozostali
- Kevin Covais jako Lewis
- Hasan Minhaj jako Seth
- Jason Rogel jako Leo

## Spis odcinków
| Światowa premiera | N/o | Angielski tytuł           |
| ----------------- | --- | ------------------------- |
|                   |     |                           |
| SERIA PIERWSZA    |     |                           |
|                   |     |                           |
| 29.06.2011        | 01  | Pilot                     |
|                   |     |                           |
| 06.07.2011        | 02  | Flavor of the Week        |
|                   |     |                           |
| 13.07.2011        | 03  | Best Friends For-Never    |
|                   |     |                           |
| 20.07.2011        | 04  | The Mole                  |
|                   |     |                           |
| 27.07.2011        | 05  | Know When to Fold 'Em     |
|                   |     |                           |
| 03.08.2011        | 06  | R-E-S-P-E-C-T             |
|                   |     |                           |
| 03.08.2011        | 07  | Mo' Honey, Mo' Problems   |
|                   |     |                           |
| 03.08.2011        | 08  | There's a Place for Us    |
|                   |     |                           |
| 03.08.2011        | 09  | Foot in the Door          |
|                   |     |                           |
| 10.08.2011        | 10  | The Popular Chicks        |
|                   |     |                           |
| 17.08.2011        | 11  | It's Not Easy Being Green |
|                   |     |                           |
| 17.08.2011        | 12  | Locked Up, A Broad        |
|                   |     |                           |